# Asmate faeculenta
Asmate faeculenta är en fjärilsart som beskrevs av Thierry-mieg 1893. Asmate faeculenta ingår i släktet Asmate och familjen mätare. Inga underarter finns listade i Catalogue of Life.